# 톰 소여
톰 소여(Tom Sawyer), 토머스 소여(Thomas Sawyer)는 마크 트웨인의 1876년 소설 작품 톰 소여의 모험의 등장인물이다. 트웨인의 다른 3개 소설에 등장한다: 허클베리 핀의 모험(1884년), 톰 소여 어브로드(Tom Sawyer Abroad, 1894년), 탐정 톰 소여(Tom Sawyer, Detective, 1896년).
톰 소여는 적어도 완성되지 않은 3개의 트웨인의 작품에도 등장한다.(Huck and Tom Among the Indians, Schoolhouse Hill, Tom Sawyer's Conspiracy)

## 영화와 TV에서 묘사된 배우
- 잭 픽포드
- 고든 그리피스
- 잭키 쿠건
- 자니 휘테커
- 래피얼 스바지
- 조너선 테일러 토머스
- 그레이 딜라일
- 셰인 웨스트
- 루이스 호프만
- 조엘 코트니
- 제러미 셰이다